# Gary Bettenhausen
Gary Bettenhausen (Tinley Park (Illinois), 18 de noviembre de 1941 - Monrovia (Indiana), 16 de marzo de 2014) fue un piloto de automovilismo estadounidense. Era hijo de la leyenda de las 500 Millas de Indianápolis Tony Bettenhausen y hermano mayor de Tony Bettenhausen Jr.

## Carrera
Bettenhausen compitió en 188 carreras de Campeonato del USAC y de la CART entre 1966 y 1996 , incluidas 21 participaciones en las 500 Millas de Indianápolis. Ganó seis carreras en su carrera, su primera victoria fue en 1968 cuando ganó el Phoenix International Raceway. Sus dos últimas victorias fueron en 1982 y 1983, ambas en el DuQuoin State Fairgrounds Racetrack en Du Quoin, una carrera organizada por la USAC y no puntuable para el Campeonato. Logró estar en top 5 en sus entradas en la Indy 500. En 1973 terminó quinto en un McLaren y logró el mismo resultado en1987 , esta vez en marzo . Su mejor resultado fue un tercer puesto en 1980 en un Wildcat. Disputó ocho carreras de la Copa NASCAR en su carrera.

## Resultados

### 500 Millas de Indianápolis[1]
| Año  | Escudería | Motor        | Salida          | Pos.            |
| ---- | --------- | ------------ | --------------- | --------------- |
| 1968 | Gerhardt  | Offenhauser  | 22.º            | 24.º            |
| 1969 | Gerhardt  | Offenhauser  | 9.º             | 26.º            |
| 1970 | Gerhardt  | Offenhauser  | 20.º            | 26.º            |
| 1971 | Gerhardt  | Offenhauser  | 13.º            | 10.º            |
| 1972 | McLaren   | Offenhauser  | 4.º             | 14.º            |
| 1973 | McLaren   | Offenhauser  | 5.º             | 5.º             |
| 1974 | McLaren   | Offenhauser  | 11.º            | 32.º            |
| 1975 | Eagle     | Offenhauser  | 19.º            | 15.º            |
| 1976 | Eagle     | Offenhauser  | 8.º             | 28.º            |
| 1977 | Dragon    | Offenhauser  | 21.º            | 16.º            |
| 1978 | Dragon    | Offenhauser  | 31.º            | 16.º            |
| 1979 | Wildcat   | DGS          | No se clasificó | No se clasificó |
| 1980 | Wildcat   | DGS          | 32.º            | 3.º             |
| 1981 | Lightning | Cosworth     | 11.º            | 26.º            |
| 1982 | Lightning | Cosworth     | 30.º            | 12.º            |
| 1983 | Lightning | Chevrolet    | No se clasificó | No se clasificó |
| 1984 | March     | Cosworth     | No se clasificó | No se clasificó |
| 1986 | March     | Cosworth     | 29.º            | 11.º            |
| 1987 | March     | Cosworth     | 15.º            | 5.º             |
| 1988 | March     | Cosworth     | No se clasificó | No se clasificó |
| 1989 | Lola      | Buick        | 14.º            | 31.º            |
| 1990 | Lola      | Buick        | 18.º            | 31.º            |
| 1991 | Lola      | Buick        | 12.º            | 22.º            |
| 1992 | Lola      | Buick        | 5.º             | 17.º            |
| 1993 | Lola      | Menard-Buick | 18.º            | 17.º            |
| 1994 | Penske    | Ilmor        | No se clasificó | No se clasificó |